# Hänger (Mode)

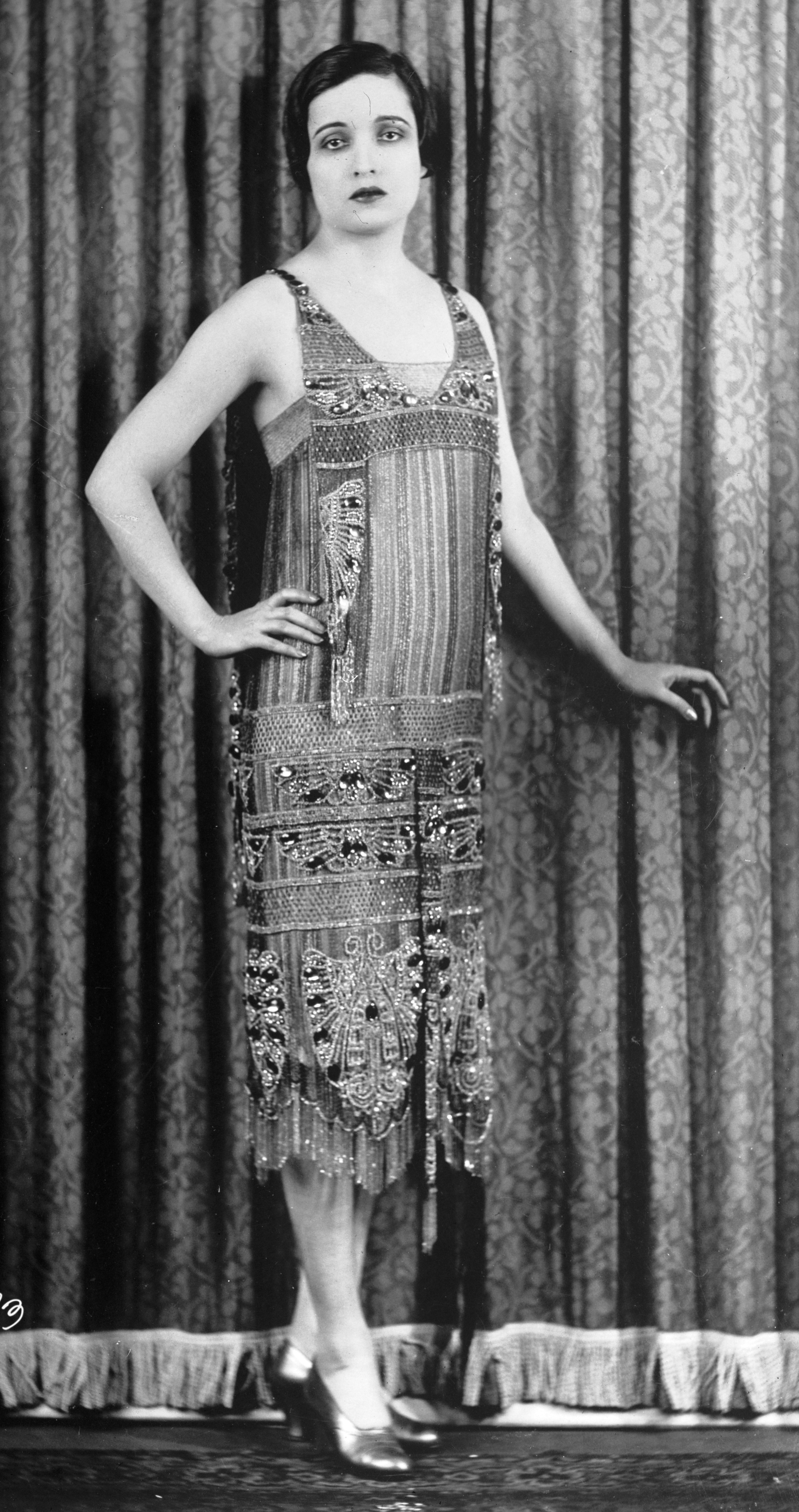
Hängerkleid der 1920er

Als Hänger werden in der Mode bestimmte Schnittformen von Mänteln bzw. Kleidern bezeichnet.
Als Mantelform bezeichnet Hänger eine gerade von den Schultern zum Saum fallende Form, die in den 1950er Jahren bei Herren- und Damenmänteln beliebt war.

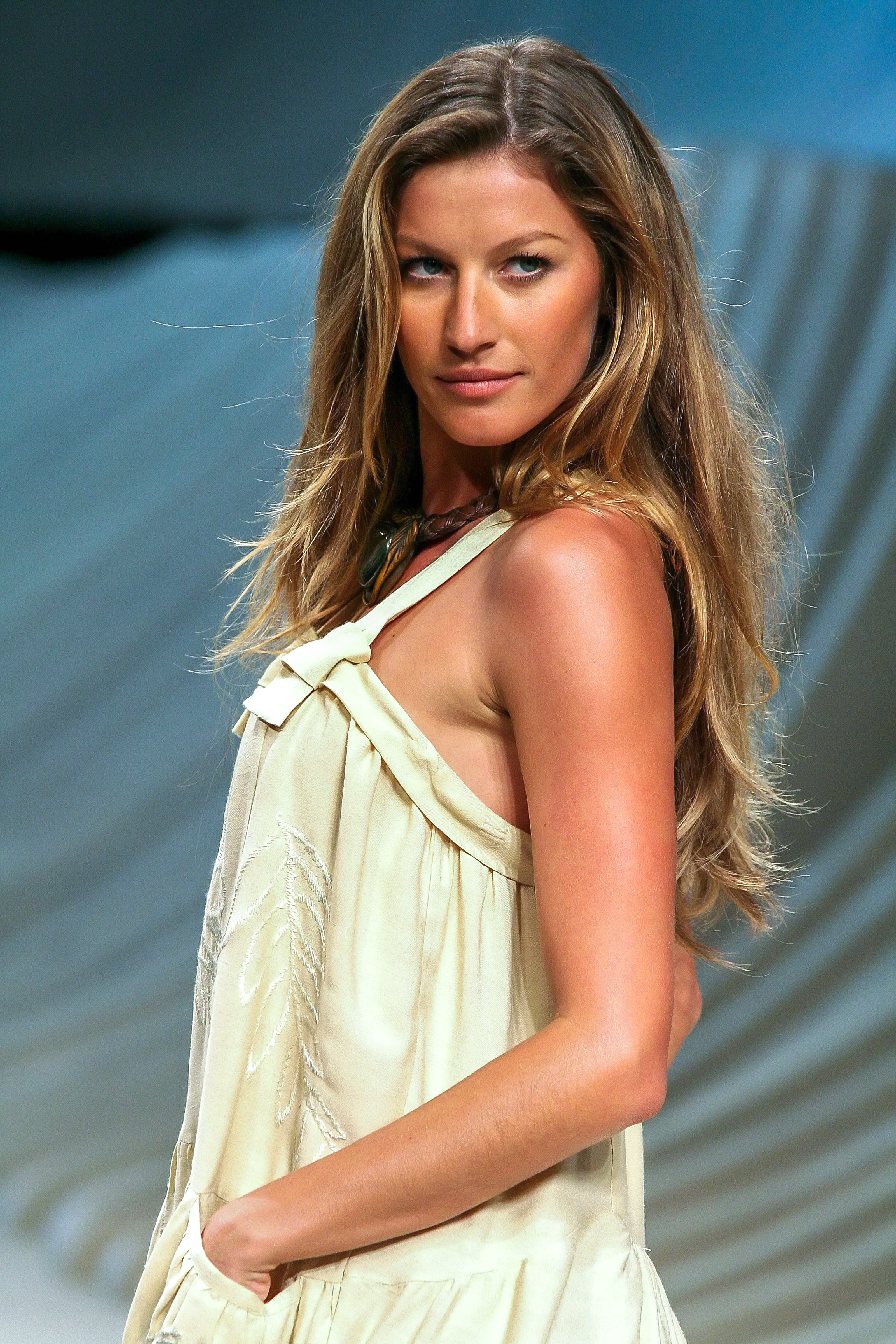
Gisele Bündchen mit tent dress 2006

Als Hängerkleid werden verschiedene taillenlose, gerade geschnittene Formen bezeichnet, die in der Mode um 1900 als Ausprägung des Reformkleides und nach dem Ersten Weltkrieg als Kittel-, Futteral- oder Sackkleid erschienen. Auch das für die Flappermode typische Charlestonkleid der 1920er Jahre gehört zu dieser Gruppe. 
In den 2000er Jahren waren Hängerkleider unter der englischen Bezeichnung tent dress („Zeltkleid“) in Mode.
Schließlich wird auch ein taillenloses Kinderkleid mit kurzer Passe und daran gereihtem Rock als Hänger oder Hängerkleidchen bezeichnet.